# Marineros de Puerto Plata
Los Marineros de Puerto Plata es un equipo profesional de baloncesto de la República Dominicana con sede en Puerto Plata. Compiten en la Liga Nacional de Baloncesto, y juegan sus partidos como local en el Polideportivo Fabio González.

## Historia

### Marineros de Puerto Plata
[[Archivo:|miniaturadeimagen|Marineros en un juego]]
El equipo comenzó su participación en la Liga Dominicana de Baloncesto (Lidoba) (actual Liga Nacional de Baloncesto) en 2005, en la temporada inaugural de la liga bajo el nombre de los Marineros de Puerto Plata. En 2009 después de varios cambios en la fecha inicial de torneo de 2009, la liga anunció que no se llevaría a cabo el campeonato de ese año por varios problemas que provocaron esos cambios de fechas.

### Tiburones de Puerto Plata
Después del reseco de 2009, la liga Lidoba pasó a ser nombrada como la Liga Nacional de Baloncesto. Tras la reconstrucción de la liga, la directiva de la franquicia decidió renombrar el equipo como Tiburones de Puerto Plata, logrando el campeonato del Circuito Norte y Subcampeón a nivel nacional.

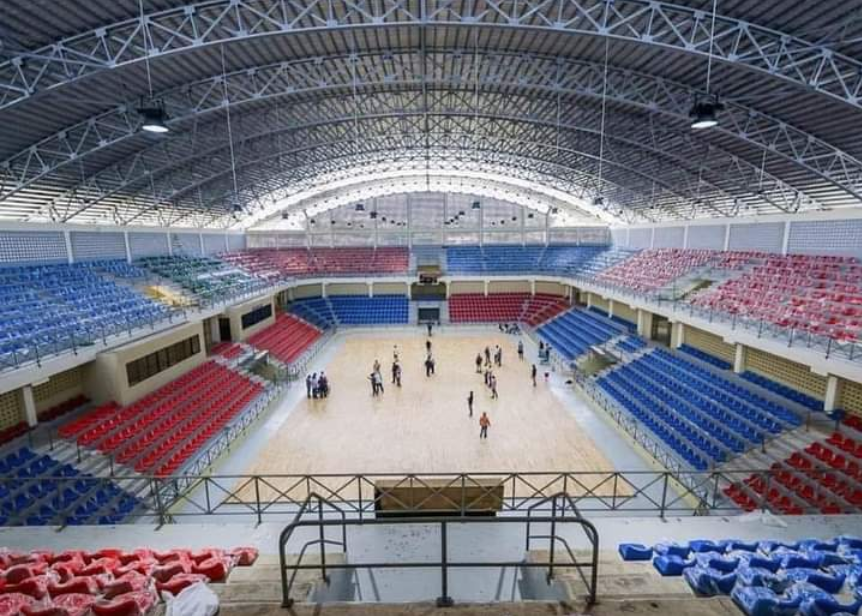
Polideportivo Fabio Rafael González, sede de los Marineros de Puerto Plata

### Huracanes del Atlántico
En abril de 2011, la franquicia cambió de propietarios, ya que el equipo fue vendido a la empresa de Inversiones Deportivas Visionarias. A principios de junio de 2011, la nueva directiva de la franquicia decidió renombrar el equipo bajo el nombre de los Huracanes del Atlántico.

### Marineros de Puerto Plata
En febrero de 2022, la franquicia volvió a cambiar de propietarios volviendo a ser nombrados Marineros de Puerto Plata.

## Trayectoria
| Año                       | Circuito                                   | Posición                                   | G                                          | P                                          | %                                          | Playoffs                                                      | Resultado                                                          |
| ------------------------- | ------------------------------------------ | ------------------------------------------ | ------------------------------------------ | ------------------------------------------ | ------------------------------------------ | ------------------------------------------------------------- | ------------------------------------------------------------------ |
| Marineros de Puerto Plata |                                            |                                            |                                            |                                            |                                            |                                                               |                                                                    |
| 2005                      | —                                          | 4.º                                        | 12                                         | 9                                          | .571                                       | Pierde la Semifinal                                           | Panteras 3, Marineros 2                                            |
| 2006                      | Norte                                      | 3.º                                        | 11                                         | 12                                         | .478                                       | Gana la Primera ronda Pierde la Semifinal                     | Marineros 2, Indios 0 Metros 3, Marineros 2                        |
| 2007                      | Norte                                      | 1º                                         | 11                                         | 12                                         | .478                                       | Pierde la Semifinal                                           | Metros 3, Marineros 1                                              |
| 2008                      | Norte                                      | 4.º                                        | 6                                          | 13                                         | .316                                       | —                                                             | —                                                                  |
| 2009                      | No hubo torneo                             | No hubo torneo                             | No hubo torneo                             | No hubo torneo                             | No hubo torneo                             | No hubo torneo                                                | No hubo torneo                                                     |
| Tiburones de Puerto Plata |                                            |                                            |                                            |                                            |                                            |                                                               |                                                                    |
| 2010                      | Norte                                      | 2.º                                        | 6                                          | 3                                          | .666                                       | Gana la Primera ronda Gana la Semifinal Pierde la Serie Final | Tiburones 2, Indios 1 Tiburones 3, Metros 2 Cañeros 4, Tiburones 1 |
| Huracanes del Atlántico   |                                            |                                            |                                            |                                            |                                            |                                                               |                                                                    |
| 2011                      | Norte                                      | 3.º                                        | 9                                          | 11                                         | .450                                       | —                                                             | —                                                                  |
| 2012                      | Norte                                      | 3.º                                        | 12                                         | 8                                          | .600                                       | —                                                             | —                                                                  |
| 2013                      | Norte                                      | 3.º                                        | 12                                         | 8                                          | .600                                       | —                                                             | —                                                                  |
| 2014                      | Norte                                      | 3.º                                        | 8                                          | 12                                         | .400                                       | —                                                             | —                                                                  |
| 2015                      | Norte                                      | 2.º                                        | 10                                         | 11                                         | .476                                       | Pierde la Semifinal                                           | Metros 3, Huracanes 1                                              |
| 2016                      | Norte                                      | 2.º                                        | 8                                          | 12                                         | .400                                       | Pierde la Semifinal                                           | 0-5 en el Round Robin                                              |
| 2017                      | Norte                                      | 3.º                                        | 12                                         | 8                                          | .600                                       | Pierde la Semifinal                                           | 2-4 en el Round Robin                                              |
| 2018                      | No participaron                            | No participaron                            | No participaron                            | No participaron                            | No participaron                            | No participaron                                               | No participaron                                                    |
| 2019                      | No participaron                            | No participaron                            | No participaron                            | No participaron                            | No participaron                            | No participaron                                               | No participaron                                                    |
| 2020                      | No hubo torneo por la pandemia de COVID-19 | No hubo torneo por la pandemia de COVID-19 | No hubo torneo por la pandemia de COVID-19 | No hubo torneo por la pandemia de COVID-19 | No hubo torneo por la pandemia de COVID-19 | No hubo torneo por la pandemia de COVID-19                    | No hubo torneo por la pandemia de COVID-19                         |
| 2021                      | —                                          | 6°                                         | 5                                          | 9                                          | .357                                       | —                                                             | —                                                                  |
| Marineros de Puerto Plata |                                            |                                            |                                            |                                            |                                            |                                                               |                                                                    |
| 2022                      | —                                          | 6°                                         | 6                                          | 8                                          | .429                                       | Eliminado en primera ronda                                    | 2-3 en fase de eliminación                                         |
| 2023                      | —                                          | 7°                                         | 4                                          | 10                                         | .286                                       | —                                                             | —                                                                  |
| 2024                      | —                                          | 6°                                         | 7                                          | 7                                          | .500                                       | Eliminado en primera ronda                                    | 0-9 en fase de eliminación                                         |
| 2025                      | —                                          | 6°                                         | 7                                          | 7                                          | .500                                       | Eliminado en primera ronda                                    | 3-6 en fase de eliminación                                         |
| Totales                   | Totales                                    | Totales                                    | 146                                        | 160                                        | .477                                       |                                                               |                                                                    |
| Playoffs                  | Playoffs                                   | Playoffs                                   | 21                                         | 46                                         | .313                                       | 0 Campeonatos                                                 | 0 Campeonatos                                                      |

## Premios individuales
Jugador Más Valioso de la LNB
- Eddie Elisma: 2005

Novato del Año
- Sandro Encarnación: 2007
- Alejo Rodríguez: 2014
- Andersson García: 2025

Sexto Hombre del Año
- Rafael Crisóstomo: 2015
- Luis Feliz: 2022

Dirigente del Año
- José García: 2010

Equipo Todos Estrellas
- Jamaal Thomas: 2007
- Marlon Martínez: 2010
- Kelvin Peña: 2012 y 2013

2º Equipo todos estrellas
- Alejo Rodríguez: 2015

## Números retirados
- 10 - Marlon Martínez[8][9]